# Senhores de Mentzingen
Os Senhores de Mentzingen ou Barões de Mentzingen compõem uma casa baronial da Alemanha sediada em Menzingen, distrito de Kraichtal, município da região administrativa de Karlsruhe, noroeste do estado de Baden-Württemberg.

## História
O ancestral mais antigo da família com referências documentais confiáveis foi Raven de Wimpina zu Rappenau, nascido por volta de 1157, mencionado pela primeira vez em um documento de 1190. Foi ministro imperial da Casa de Hohenstaufen em Wimpfen e senhor de vários feudos ao leste do rio Reno, na região de Kraichgau, como Bad Rappenau e Sulzfeld, onde construiu o castelo Ravensburg por volta de 1220. Seus descendentes foram fundadores de três casas senhoriais ainda existentes: Helmstatt, Göler von Ravensburg e Mentzingen. Todas tiveram importante influência na história de Kraichgau desde o século XIII até a Mediatização Alemã.
O primeiro ancestral  da família a usar o sobrenome Mentzingen foi um dos netos de Raven de Wimpina zu Rappenau, que herdou as terras de Menzingen de outra dinastia senhorial por meio de um casamento. Sua referência mais antiga é de um documento do bispo de Speyer, Heinrich von Leiningen, com data de 10 de maio de 1235, onde assina como testemunha seu nome em latim, Ravanus de Mentzingen. A palavra Mentzingen já denominava a localidade anteriormente à sua utilização como sobrenome por seus senhores, tem provável origem em um dialeto hoje extinto e seu significado se tornou desconhecido com o passar do tempo. No século XIX  o nome da cidade que se desenvolveu ali sofreu alteração ortográfica passando a ser escrito sem a letra t (Menzingen), no entanto o sobrenome da família permaneceu com a ortografia original. Na Alemanha o sobrenome é tradicionalmente precedido pela preposição von, enquanto no Brasil, onde parte da família se estabeleceu no século XIX, a preposição precedente tem sido substituída por sua equivalente idiomática em português (de).
Os Senhores de Mentzingen foram registrados nas principais obras de referência de casas nobres da Alemanha, como o Neues Allgemeines Deutsches Adels-Lexicon, Genealogisches Handbuch des Adels e Gothaisches Genealogisches Handbuch, cuja última edição (2020) apresentou um registro de 65 membros legítimos vivos, incluindo 23 brasileiros. Em 1806 a casa, que até então era senhorial, tornou-se baronial com o reconhecimento do Grão-Duque de Baden. O título de "Freiherr" (Barão), do qual os membros da casa são atualmente detentores, é hereditário e conferido a todos os descendentes de linhagem varonil ininterrupta.  Com a implantação da República de Weimar a nobreza alemã deixou de exercer funções políticas e se tornou meramente figurativa. Entretanto, as famílias nobres mantiveram suas propriedades seculares, a ostentação dos títulos, que precedem seus sobrenomes, e a manutenção de registros genealógicos. 

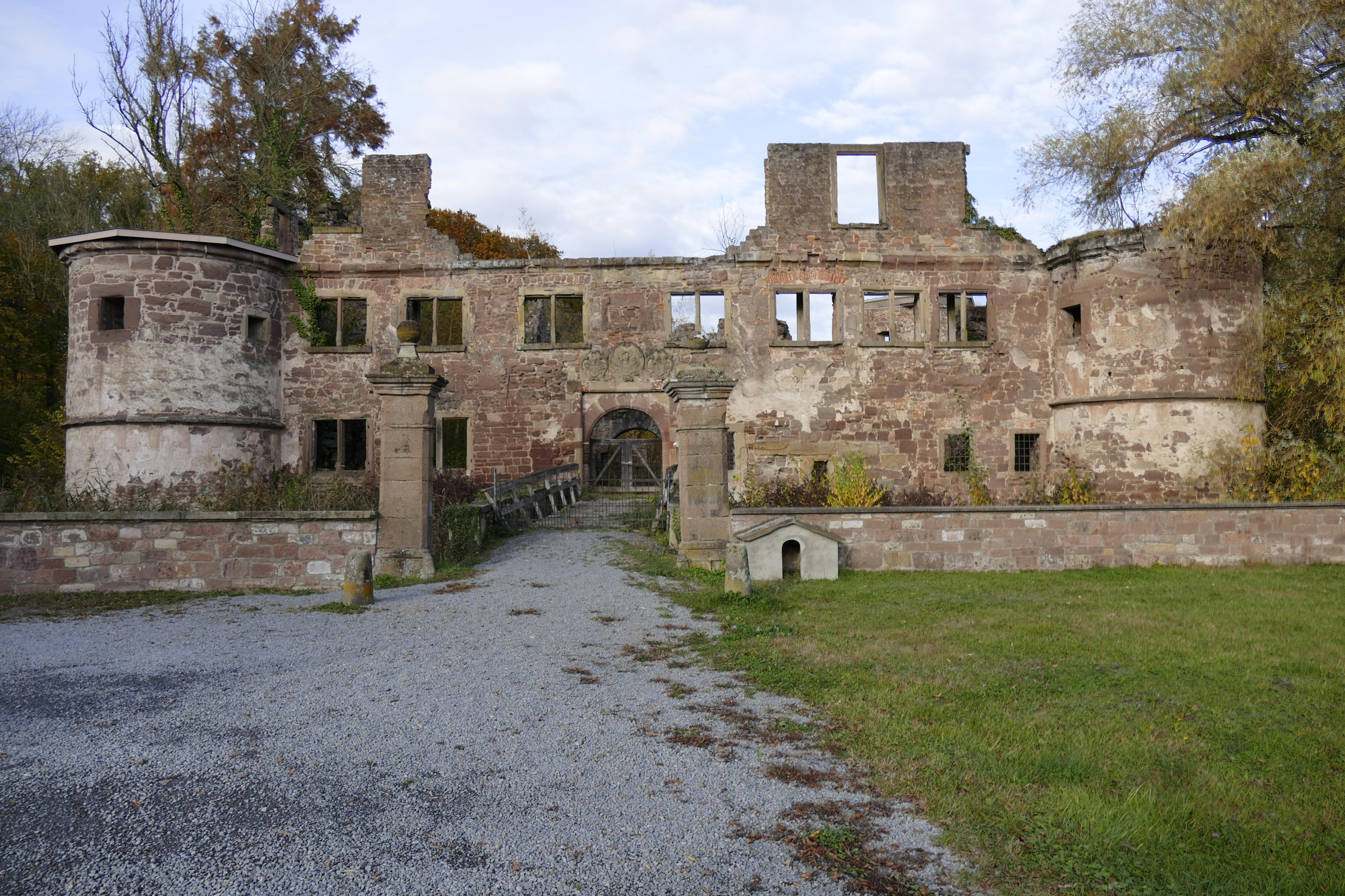
Wasserschloss Menzingen

A residência mais emblemática da família de Mentzingen foi o Wasserschloss Menzingen, inaugurado em 1539 por Peter von Mentzingen. O castelo foi bombardeado em 2 de Abril de 1945 pelos Aliados da Segunda Guerra Mundial e permanece em ruínas. Atualmente, o representante da casa baronial e seus herdeiros residem em uma área próxima, no castelo Schwanenburg.

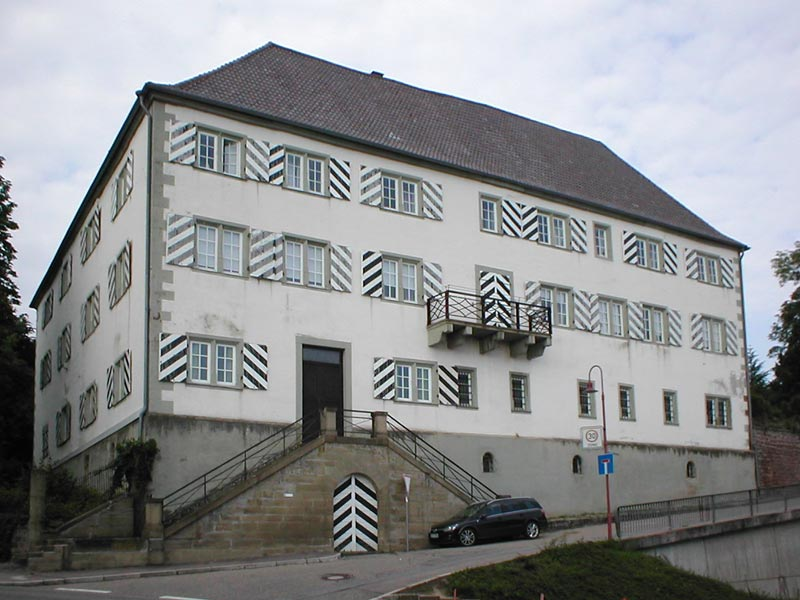
Schwanenburg, visto por detrás.

Desde o século XIII os Senhores de Mentzingen ocuparam importantes cargos políticos e eclesiásticos. Foram membros fundadores de uma Sociedade de Torneio, a "Gesellschaft mit dem Esel" onde participavam Cavaleiros nobres de Hesse e de todo o sudoeste Alemão. Através de casamentos realizaram alianças com diversas famílias nobres germânicas, algumas da Alta Nobreza, adquirindo diversas propriedades como Gondelscheim, Bonarthausen, Bodelshofen (1680-1740), Castelo Sulzburg (Lautertal), Gut Renkhausen (Westefália), Lübbecke (Westefália), Hugstetten, Castelo Staufen  e Castelo de Burg. 

## Ramo Brasileiro

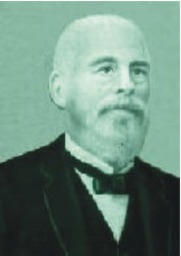
Wilhelm Ludwig Raban von Mentzingen

Por volta de 1850 o Barão Wilhelm Ludwig Raban von Mentzingen se estabeleceu no Brasil, no atual município de Miguel Pereira/RJ, constituindo casamento com a brasileira Antônia Maria dos Santos (filha de um importante fazendeiro do Vale do Paraíba) e originando o ramo brasileiro da família de Mentzingen. A maior parte de seus descendentes ainda vive no país nos estados do Rio de Janeiro, Distrito Federal e Paraná, sendo a maior concentração nas cidades do Rio de Janeiro, Maricá e Miguel Pereira.
Atualmente, a família possui duas linhas ou ramos oficiais: ramo alemão/europeu, descendente de Hermann Karl Peter Freiherr von und zu Mentzingen (1817-1890) e ramo brasileiro, descendente de seu irmão Wilhelm Ludwig Raban Freiherr von und zu Mentzingen (1827-1902).

## Nobreza

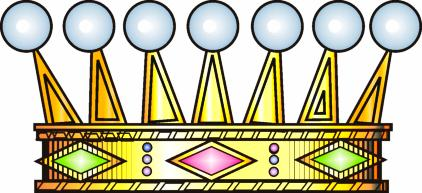
A coroa de um Freiherr.

Nova coroa de um Freiherr

- A coroa de um Freiherr.Nova coroa de um FreiherrSenhores em Kraichgau desde 1190 (Ritter)  – a partir do Senhor Raven von Wimpinia ancestral nobre comum dos senhores de Helmstatt, Göler von Ravensburg e Mentzingen mencionado em documentos no ano de 1190 quando se constatou a nobreza a partir deste Senhor e a nobreza oficialmente contada a partir do ano de 1190. Ele era um Senhor dono de vários feudos na região de Baden-Württenberg.

Coroa antiga de um Freiherr

- Coroa antiga de um FreiherrRaban(Ravanus) von Mentzingen. Primeiro ancestral nobre progenitor dos Senhores de Mentzingen conhecido. Mencionado em 1253, quando se começou a contar a nobreza da família. Isso se mostrou atestado em 1359, quando os Mentzingen receberam oficialmente o lugar de Menzingen como seu feudo através de Raban von Mentzingen. Aliás, o sobrenome Mentzingen deriva do lugar Menzingen, tendo como diferença a inclusão do "t" para diferenciar o nome da família com o nome do feudo. Até então eram Senhores e Cavaleiros de torneio e honra, agraciados após um treino, conquista e honra; e funciona como pré-requisito a obtenção do título nobre de cavaleiro, de fato - e foi o que aconteceu no século XVI - quando tornaram-se Cavaleiros Imperiais tendo grande influência, além de permanecerem também ainda Senhores.
- Permaneceram Senhores/Cavaleiros (Ritter)/Cavaleiros Imperiais (Reichritter) até Benjamin von Mentzingen(1648-1723) quando este se elevou para “Reichfreiherr” ou Barão Imperial.
- Em 1806 quando o Grão-Ducado de Baden se tornou independente – e mediante ao fim do S.I.R. Germânico - ocorreu o imediatismo e a família Mentzingen ficou Baronial (Freiherr), sendo os membros reconhecidos como Barões(Freiherr) pelo Grão-Duque de Baden, ou seja, reconheceu a nobreza da família que já era nobre antes da formação do Grão-Ducado de Baden.[4]
- Em 1911, o Grão-Duque de Baden confirmou o reconhecimento do Baronato(Freiherr) dos Mentzingen, reconhecimento esse desde a formação do Grão-Ducado de Baden.

A família, por sua origem antiga, é classificada como família nobre "Uradel", ou seja, família nobre antiga, que tenha registros de nobreza a partir do ano 1400, ou antes, e a família Mentzingen cumpre esse requisito. Segundo a classificação geral da nobreza, o título de Barão, na Alemanha denominado como "Freiherr", está acima de Baronete e abaixo de Visconde.

## Membros notáveis
Membros da família que se destacaram:
- Raban(Rafen – Raven) von Wimpinia – Göler von Ravensburg. Viveu por volta de 1157 à 1220. Mencionado em documento pela primeira vez em 1190. Progenitor comum das famílias dos Senhores de Mentzingen, Senhores de Helmstatt e Senhores de Göler von Ravensburg. Nobreza ancestral começa a contar a partir do ano 1190.
- Hugo von Mentzingen. Primeiro Mentzingen. Viveu por volta de 1020.
- Raban von Mentzingen. Mencionado em documento pela primeira vez em 1253. Nobreza família começa a contar a partir do ano 1253.
- Eberhard von Mentzingen. Viveu de 1353 a 1387 e foi conselheiro eleitoral do Palatinado e credor do Conde Palatino.
- Eberhard von Mentzingen. Viveu de 1381 a 1426. Foi Marechal na Corte Real do Palatino, foi enviado ao Papa, e depois foi membro do Conselho de Regência do Palatinado.
- Ulrich von Mentzingen. Acompanhou seu parente próximo, o Bispo Raban von Helmstatt até Trier onde este se tornou Arcebispo. E com os Duques de Berg e Condes de Moers fundou um linha de serviços e posses no Baixo Reno. Seu irmão, Eberhard von Mentzingen, foi Cavaleiro da Ordem Teutônica, participou de Embaixadas do Imperador Frederico III e conseguiu adquirir alguns Feudos em Speyer com ajuda do parente, o Bispo Raban von Helmstatt.
- Philipp von Mentzingen. Viveu de 1460 a 1525. A família passou por uma crise financeira, porém, logo começou a se recuperar.
- Peter von Mentzingen. Se destacou no primeiro Cerco de Viena pelos Turcos em 1529. Reconstruiu o Castelo da Família em Menzingen em estilo neoclássico após a destruição na Guerra dos Camponeses. E junto com seu irmão fizeram a Reforma em Menzingen por volta de 1525 e foi um apoiador do reformador David Chyträus e seu irmão Nathan. E elaborou em 1546 a "Ordem da Aldeia", uma espécie de lei geral local, em Menzingen a fim de regulamentar os direitos e deveres em Menzingen.
- Bernhard von Mentzingen. Viveu de 1553 a 1628. Foi Diretor do Cantão de Cavaleiros de Kraichgau. Ajudou na independência de príncipes vizinhos. Participou de várias embaixadas.
- Johann Bernhard von Mentzingen. Viveu de 1587 a 1659. Foi Diretor da Cavalaria de Kraichgau e participou do “Heilbronner Bund” do lado Sueco. Menzingen sofreu várias destruições na Guerra dos Trinta anos.
- Benjamin Reichfreiherr von und zu Mentzingen. Viveu de 1648 a 1723. Primeiro “Reichfreiherr” (“Barão Imperial”) foi Hofmeister (Assessor da Corte) do Grão-Duque de Baden e Conselheiro Privado em Stuttgart. Seu irmão Maximilian foi Marechal de Campo de Württenberg e Presidente do Conselho Privado. Seus irmãos Johann Reinhard e Bernhard Friedrich foram Diretores de Cavalaria de Kraichgau. Seu irmão Gottfried e sua esposa fundaram Fundação de Mulheres Nobres de Kraichgau, "Kraichgauer Adeliges Damenstift", para filhas solteiras de nobres que queriam viver uma vida isolada e discreta enquanto não tinham maridos.
- Christian Ernst August Freiherr von und zu Mentzingen. Viveu de 1790 a 1870. Foi Camareiro do Grão-Ducado de Baden, servindo ao Grão-Duque. Militar, começou como Tenente, avançando para Tenente-Coronel até alcançar o posto de Coronel Russo servindo ao Czar Alexandre I e posteriormente ao Czar Nicolau I, onde lutou na Guerra Russo-Turca de 1828/1829, na supressão do levante polonês de 1830 a 1832, conhecido como Levante de Novembro, e serviu na guarnição nas províncias do báltico de 1832 a 1836. Lutou em batalhas no norte Cáucaso. Foi condecorado como Cavaleiro da Ordem de São Vladimir, instituída por Catarina II da Rússia, a Grande. Lutou na Campanha Russa de Napoleão, onde foi condecorado como Membro da Legião de Honra Francesa, instituída por Napoleão Bonaparte.  Seu irmão, Carl Peter, foi Major em Württenberg e foi Cavaleiro da Ordem Militar do Mérito de Württenberg e desde 1812, membro da Legião de Honra Francesa, instituída por Napoleão Bonaparte.[18][19] Christian Ernst August é o ancestral comum dos dois atuais ramos da família Mentzingen, o ramo alemão e o brasileiro.
- Wilhelm Ludwig Raban Freiherr von und zu Mentzingen – Viveu de 1827 a 1902. Emigrou para o Brasil na segunda metade do século XIX, onde adquiriu uma fazenda de nome "Monte Ararat", e passou a produzir café e viver da agropecuária. Tornou-se Engenheiro agrimensor tornando-se conhecido por sua habilidade. Fundou o ramo brasileiro dos Mentzingen.
- Hermann Karl Peter Freiherr von und zu von Mentzingen. Viveu de 1817 a 1890. Irmão de Wilhelm Ludwig Raban, foi Mestre de Cavalaria do Grão-Duque de Baden e chefe da família de Mentzingen e do ramo alemão. É o ancestral do ramo alemão da família.

## Ligações familiares notáveis
- Mathild von Mentzingen (1818-1894), por exemplo, casou-se com Heinrich Gustav Ludwig Freiherr von Freystedt, descendente ilegítimo, porém reconhecido, do primeiro Grão-Duque de Baden, Carlos Frederico.[20]
- Em 2014 a Baronesa Bernadette de Mentzingen, do ramo alemão da família, casou-se com o Conde Melchior Schönborn-Buchheim, sendo este filho de Isabel de Orléans e, por conseguinte, descendente da Família Imperial brasileira, através do Ramo de Petrópolis.[21][14]
- Os atuais membros da família descendem de várias famílias da Alta Nobreza antiga, onde algumas dessas famílias são Famíias Reais, sendo em destaque a Irmela von Teck, do antigo Ducado de Teck.[22] (Não confundir com a atual Casa de Teck, que embora tenham o mesmo tronco, origem e seja o mesmo título, são famílias distintas, visto que a primeiro Ducado de Teck deixou de existir no século XV e depois restaurado no século XIX, mais precisamente em 1863, pelo Reino Unido, pela Casa de Windsor, sendo esta a Casa Real governante do Reino Unido e de origem alemã. Após a restauração, a Casa de Teck foi elevada à Casa Principesca. A atual Casa de Teck foi extinta em 1917 quando o Reino Unido proibiu uso de títulos germânicos em terras britânicas).
- Os autuais membros da família também são primos distantes da Rainha Vitória do Reino Unido, através da mãe da Monarca, Princesa Maria Sachsen-Coburg-Saalfeld, onde tanto os Mentzingen atuais quanto a referida Princesa descendem do Freiherr(Barão) Georg von Khevenhüller III(1534-1587), onde os Mentzingen vem do casamento do referido Barão com Ana Thurzó de Bethlenfalva e a Princesa descende do segundo casamento do Barão com Sibylla von Weitmoser.[23][24][25] Os Khevenhüller foram, posteriormente, elevados a Condes, e atualmente, a Príncipes.[26]
- Os atuais Mentzingen também possuem parentesco a Princesa Diana de Gales, onde os atuais membros da família descendem de uma família nobre Holandesa, mais precisamente através do casal Unico Rippeda(1503-1566) e Judith van Twickelo(1515-1554). O parentesco se dá através do pai da Princesa, o Conde Edward John Spencer. Tanto ele, quanto os Mentzingen são descendentes do referido casal.[23][4][22]

## Genealogia
Esta é uma lista dinâmica e pode ser impossível torná-la completa de acordo com certos critérios. Você pode ajudar a Wikipédia expandindo-a com informações baseadas em fontes confiáveis.
Genealogia da família:
- Hermann Karl Peter Freiherr von und zu Mentzingenn(1817-1890) -  Linha alemã/Hugstetten
- 1. Maria Heinrich Friedrich Freiherr von und zu Mentzingen(1856-1922)
- 1.1  Antonia Martha Maria Josepha Freiin von und zu Mentzingen(1899-1991)
- 1.2 Egbert Wilhelm Maria Joseph Freiherr von und zu Mentzingen(1900-1958)
- 1.3. Rudolph Peter Maria Joseph Freiherr von und zu Mentzingen(1902-1941)
- Wilhelm Ludwig Raban Freiherr von und zu Mentzingen(1827-1902) - Linha brasileira
- 1. Guilherme Freiherr von und zu Mentzingen(1859-1922)
- 1.1 Alice Freiin von und zu Mentzingen(1885-?)
- 1.2 João Baptista Freiherr von und zu Mentzingen(1904-1927)
- 1.3 José Freiherr von und zu Mentzingen(1907-1978)
- 1.3.1 Dárcio Freiherr von und zu Mentzingen(1943-1972)
- 1.3.2 Jeanine Freiin von und zu Mentzingen(1948)
- 1.4 Maria Delfina Freiin von und zu Mentzingen(1910-2011)
- 1.5 António Freiherr von und zu Mentzingen(1913-?)
- 1.6 Margarida Freiin von und zu Mentzingen(1919-?)
- 1.7 Branca Freiin von und zu Mentzingen(1921-2011)
- 2. Alfredo Freiherr von und zu Mentzingen(1861-1920)
- 2.1 Ernesto Freiherr von und zu Mentzingen(1881-1930)
- 2.1.1 Flora Freiin von und zu Mentzingen(1917-1996)
- 2.1.2 Alina Freiin von und zu Mentzingen(1918-2007)
- 2.1.3 Nestor Freiherr von und zu Mentzingen(1923-1962)
- 2.1.4 Orlando Freiherr von und zu Mentzingen(1929-2011)
- 2.1.4.1 José Guilherme Freiherr von und zu Mentzingen(1958-2017)
- 2.1.5 Maria Olivia Freiin von und zu Mentzingen(1932-2014)
- 2.2 Políbio Freiherr von und zu Mentzingen(1902-1981)
- 2.3 Olintho Freiherr von und zu Mentzingen(1903-1940)
- 2.3.1 Olintho Guilherme Freiherr von und zu Mentzingen(1933)
- 2.3.2 Dinoly Freiin von und zu Mentzingen(1935-2019)
- 2.4 Godofredo Freiherr von und zu Mentzingen(1904-1955)
- 2.4.1 Lacy Freiherr von und zu Mentzingen(1929-2018)
- 2.4.1.1 Alexandre Freiherr von und zu Mentzingen(1953-2013)
- 2.4.1.1.1 Juliana Freiin von und zu Mentzingen(1976)
- 2.4.2 Amir Freiherr von und zu Mentzingen(1931-1978)
- 2.4.2.1 Ricardo Freiherr von und zu Mentzingen(1957-2010)
- 2.4.2.1.1 Letícia Freiin von ud zu Mentzingen(1985)
- 2.4.2.2 Ronaldo Freiherr von und zu Mentzingen(1958) casado com Rosangela França de Oliveira(1960)
- 2.4.2.2.1 Rafael Freiherr von und zu Mentzingen(1992)
- 2.4.2.2.2 Camila Freiin von und zu Mentzingen(2002)
- 2.4.2.3 Roberto Freiherr von und zu Mentzingen(1960-1999)
- 2.4.2.3.1 Guilherme Frederico Freiherr von und zu Mentzingen(1983)
- 2.4.2.3.2 Lauren Louise Freiin von und zu Mentzingen(1987)
- 2.4.3 Noir Freiherr von und zu Mentzingen(1934-2019)
- 2.4.4 Edir Freiherr von und zu Mentzingen(1935-?)
- 2.5 Joaquim Freiherr von und zu Mentzingen(1905-1947)
- 2.5.1 Blandina Freinn von und zu Mentzingen(1935-1996) 2
- .6 Maria Constança Freinn von und zu Mentzingen(1908-1993)
- 2.7 Maria da Conceição Freiin voon ud zu Mentzingen(1909-1981)
- 3. Adolpho Freiherr von und zu Mentzingen(1875-1913)
- 3.1 Elvira Freiin von und zu Mentzingen(1900-1975)
- 3.2 José Orlando Freiherr von und zu Mentzingen(1903-1960)
- 3.2.1 Hebe Freiin von und zu Mentzingen(1933-2010)
- 3.2.2 Selbi Freiherr von und zu Mentzingen(1934-1996)
- 3.2.2.1 Débora Freiin von und zu Mentzingen(1958)
- 3.2.2.2 Ricardo Freiherr von und zu Mentzingen(1959)
- 3.2.2.3 Eduardo Freiherr von und zu Mentzingen(1968)
- 3.2.2.4 Leonardo Freiherr von und zu Mentzingen(1970)
- 3.2.3 Elbi Freiin von ud zu Mentzingen(1935)
- 3.2.4 Nelbi Freiin von und zu Mentzingen(1936)
- 3.2.5 Sueli Freiin von und zu Mentzingen(1937)
- 3.2.6 Selmi Freiherr von und zu Mentzingen(1940-2003)
- 3.2.6.1 Christina Freiin von und zu Mentzingen(1965)
- 3.2.6.2 Patrícia Freiin von und zu Mentzingen(1966)
- 3.2.6.3 Adriana Freiin von und zu Mentzingen(1968)
- 3.2.6.4 Fabio Freiherr von und zu Mentzingen(1992)
- 3.3 Carmélia Freiin von und zu Mentzingen(1907-?)
- 3.4 Adolpho Freiherr von und zu Mentzingen(1908-1975)
- 3.4.1 Maria Eni Freiin von und zu Mentzingen(1931-1998)
- 3.4.2 Erli Maria Freiin von und zu Mentzingen(1938)
- 3.4.3 Celi Maria Freiin von und zu Mentzingen(1939)
- 3.4.4 Elmo Freiherr von und zu Mentzingen(1940-1996)
- 3.4.4.1 Elaine Freiin von und zu Mentzingen(1967)
- 3.5 Isabel Freiin von und zu Mentzingen(1909-1989)
- 3.6 Marcolina Freiin von und zu Mentzingen(?-?)

## Genealogia e Estudos Genéticos
Recentemente, Rafael de Mentzingen (1992), membro da família Mentzingen, inscrito no Genealogisches Genealogisches Handbuch, do ramo brasileiro, descendente em linha direta masculina de Wilhelm Ludwig Raban e, consequentemente, descendente dos membros masculinos sucessores da família, realizou um teste genético do Y-DNA (cromossomo sexual masculino), e este componente genético passa informações de pai para filhos, permitindo assim, rastrear a ancestralidade em gerações através de haplogrupos. O resultado foi o haplogrupo R-FGC8563, descendente dos haplogrupos R-L48 - R-L47 - R-Z159 - R-U106 (clado germânico) - R-M269 (clado da Europa Ocidental) - R1b - R. O haplogrupo surgiu por volta de 1350 a.c., e seu último descendente com essa ramificação, viveu por volta de 1050 a.c. Pessoas com esse haplogrupo são mais prevalentes nos EUA, Inglaterra, Irlanda, Alemanha, Escócia. Com base nisso, sugere-se que Raven von Wimpinia, ancestral comum da família com base na genealogia documental, tenha o mesmo haplogrupo. Um notável com o mesmo haplogrupo e, com isso, compartilha ancestrais em linha reta masculina é: Ulysses S. Grant.

## Linhas de descendência
Os atuais membros da família, em linha direta masculina, descendem dos nomes citados abaixo:
| Linha alemã ou Hugstetten                                      | Linha alemã ou Hugstetten                                                | Linha alemã ou Hugstetten | Linha alemã ou Hugstetten |
| Hermann Karl Peter Freiherr von und zu Mentzingen(1817-1890)   | Hermann Karl Peter Freiherr von und zu Mentzingen(1817-1890)             | Hermann Karl Peter Freiherr von und zu Mentzingen(1817-1890) | Hermann Karl Peter Freiherr von und zu Mentzingen(1817-1890) |
| -------------------------------------------------------------- | ------------------------------------------------------------------------ | --- | --- |
| Foto                                                           | Nome                                                                     | Casamento | Notas |
|                                                                | Peter Karl Hermann Anton Maria Freiherr von und zu Mentzingen(1854-1939) | Casado em primeiras núpcias com a Condessa Auguste von Quadt-Wykradt-Isny, porém sem filhos. Casou em segundas núpcias com a Baronesa Maria Riederer von Paar zu Schönau, com dois filhos. | Foi membro do Parlamento do Grão-Ducado de Baden. Teve descendência, mas estes morreram sem descendência em linha reta masculina. Com isso, a chefia da família foi passada ao irmão Friedrich. |
|                                                                | Maria Heinrich Friedrich Freiherr von und zu Mentzingen(1856-1922)       | Casado em primeiras núpcias com a Condessa Regina de Liederkerke. Com descendência. | Foi diplomata alemão. A chefia da família vem da descendência dele. |
| Linhas brasileira                                              |                                                                          | | |
| Wilhelm Ludwig Raban Freiherr von und zu Mentzingen(1827-1902) |                                                                          | | |
|                                                                | Guilherme de Mentzingen(1859-1922) - Freiherr von und zu Mentzingen      | Casou em primeiras núpcias com Maria José Fernandes Pereira e em segundas núpcias com Cecília Guimarães da Silva Costa                                                                     | Com descendência. |
|                                                                | Alfredo de Mentzingen(1861-1920) - Freiherr von und zu Mentzingen        | Casou em primeiras núpcias com Olivia Novaes e em segundas núpcias com Blandina Correa de Mattos                                                                                           | Com descendência. |
|                                                                | Adolpho de Mentzingen(1873-1913) - Freiherr von und zu Mentzingen        | Casou com Elvira vieria | Com descendência. |